# Italienische Nationalmannschaft bei der Internationalen Sechstagefahrt

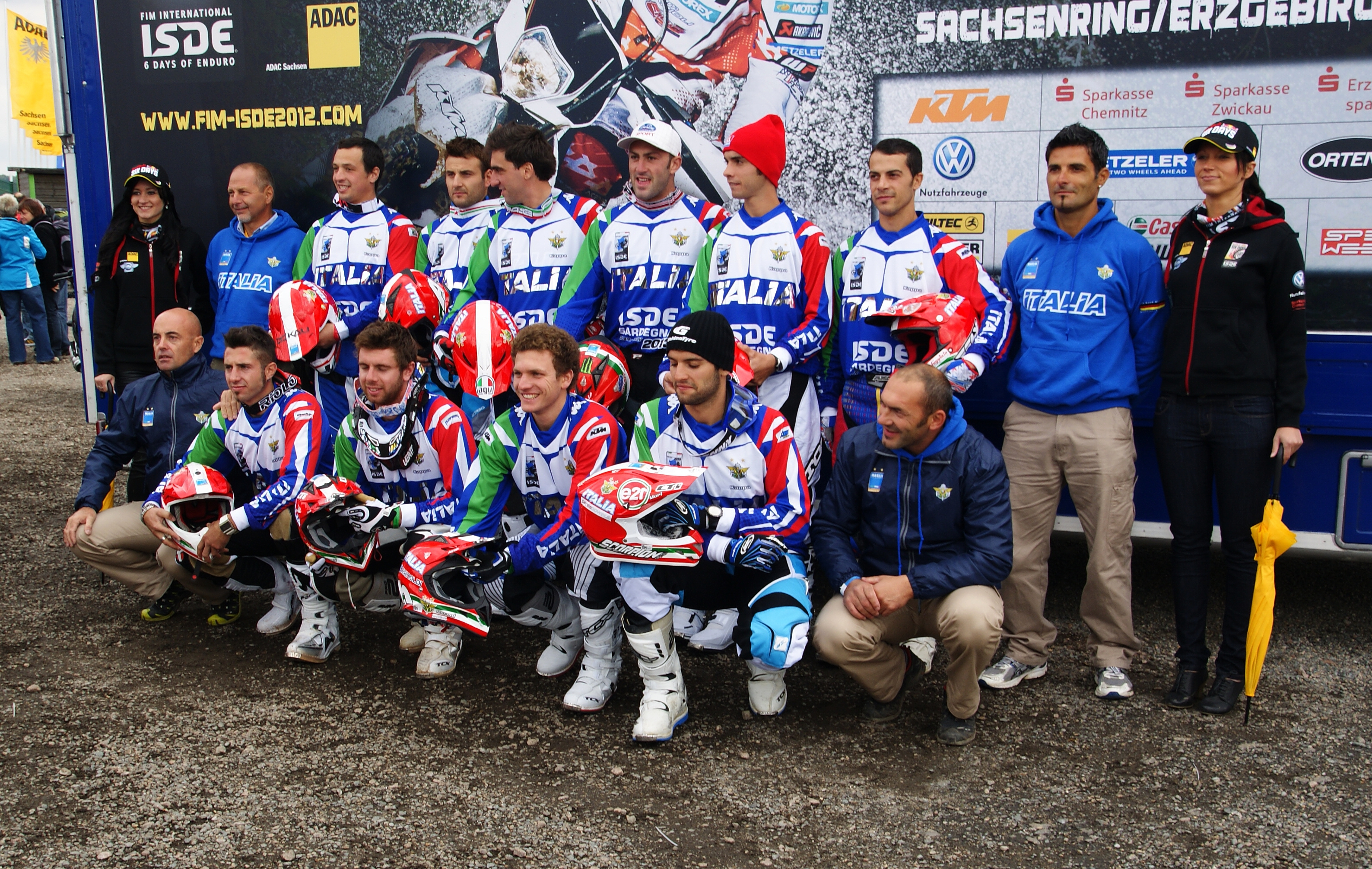
Die italienischen Nationalmannschaften bei der 87. Internationalen Sechstagefahrt

Die italienischen Nationalmannschaften bei der Internationalen Sechstagefahrt sind eine Auswahl von Fahrern und Fahrerinnen für die Nationenwertungen dieses Wettbewerbes.
Entsprechend den Regelungen für die Sechstagefahrt wurden Nationalmannschaften für die Wertung um die Trophy (später: World Trophy), die Silbervase (ab 1985: Junior World Trophy) und die Women’s World Trophy zugelassen. Der Umfang der Mannschaften und die Regularien für die Teilnahme änderte sich mehrmals im Laufe der Zeit.
1929 nahmen bei der Internationalen Sechstagefahrt von München nach Genf erstmals eine Nationalmannschaft aus Italien teil. Die italienischen Nationalmannschaften gehören zu den erfolgreichsten dieses Wettbewerbs: Bislang konnten sie fünfzehnmal die World Trophy sowie vierzehnmal die Junior World Trophy (bzw. Silbervase) gewinnen.
Die Liste erhebt keinen Anspruch auf Vollständigkeit.

## 1929–2006
| Jahr                    | World Trophy | Silbervase |
| ----------------------- | --- | --- |
| 1929                    | 4. Rosolino Grana (Gilera) Luigi Gilera (Gilera) Guzzi (Gilera) | 13. Rosolino Grana (Gilera) Luigi Gilera (Gilera) Guzzi (Gilera)                                                                                        |
| 1930                    | 1. Rosolino Grana (Gilera 500) Luigi Gilera (Gilera 600) Miro Maffeis (Gilera 500) | 2. Nunzio Silvestri (Mas 175) Natale Boneschi (Mas 175) Lino Bonatti (Mas 175)                                                                          |
| 1931                    | 1. Rosolino Grana (Gilera 500) Luigi Gilera (Gilera 600) Miro Maffeis (Gilera 500) | 7. (A-Mannschaft) A. Fumagalli (Moto Guzzi 500) A. Pizzioli (Moto Guzzi 600) Alfredo Panella (Moto Guzzi 500)                                           |
| 1931                    | 1. Rosolino Grana (Gilera 500) Luigi Gilera (Gilera 600) Miro Maffeis (Gilera 500) | 2. (B-Mannschaft) Lino Bonatti (Mas 175) E. Picozzi (Mas 175) Natale Boneschi (Mas 175)                                                                 |
| 1932                    | 2. Rosolino Grana (Gilera 500) Luigi Gilera (Gilera 600) Miro Maffeis (Gilera 500) | 5. (A-Mannschaft) Terzo Bandini (Moto Guzzi 250) V. Fieschi (Moto Guzzi 250) Carlo Fumagalli (Moto Guzzi 250)                                           |
| 1932                    | 2. Rosolino Grana (Gilera 500) Luigi Gilera (Gilera 600) Miro Maffeis (Gilera 500) | 2. (B-Mannschaft) Giordano Aldrighetti (Bianchi 175) Aldo Pigorini (Bianchi 175) Silvio Vailati (Bianchi 175)                                           |
| 1933                    | 4. Terzo Bandini (Bianchi 600) Aldo Pignorini (Bianchi 500) Giordano Aldrighetti (Bianchi 500) | 11. (A-Mannschaft) Terzo Bandini (Bianchi 600) Aldo Pignorini (Bianchi 500) Giordano Aldrighetti (Bianchi 500)                                          |
| 1933                    | 4. Terzo Bandini (Bianchi 600) Aldo Pignorini (Bianchi 500) Giordano Aldrighetti (Bianchi 500) | 5. (B-Mannschaft) Lino Bonatti (Mas 175) E. Picozzi (Mas 500) Natale Boneschi (Mas 350)                                                                 |
| 1934                    | 2. Luigi Gilera (Gilera 580) Rosolino Grana (Gilera 498) E. Villa (Gilera 498) | 10. (A-Mannschaft) A. Cimatti (Bianchi 496) Ugo Prini (Bianchi 496) E. Rebuglio (Bianchi 496)                                                           |
| 1934                    | 2. Luigi Gilera (Gilera 580) Rosolino Grana (Gilera 498) E. Villa (Gilera 498) | 6. (B-Mannschaft) N. Boneschi (Mas 499) R. Tomassi (Mas 499) E. Picozzi (Mas 567)                                                                       |
| 1935                    | 4. Luigi Gilera (Gilera 600) E. Villa (Gilera 500) F. Macchi (Gilera 500) | 10. (A-Mannschaft) A. Rebuglia (Mas 499) B. Nocchi (Mas 499) E. Picozzi (Mas 499)                                                                       |
| 1935                    | 4. Luigi Gilera (Gilera 600) E. Villa (Gilera 500) F. Macchi (Gilera 500) | 3. (B-Mannschaft) G. Boselli (C.M. 487) Silvio Vailati (C.M. 487) Secchi (C.M. 487)                                                                     |
| 1936                    | 5. Luigi Gilera (Gilera 600) E. Villa (Gilera 500) F. Macchi (Gilera 500) | 15. (A-Mannschaft) E. Picozzi (Mas 567) A. Rebuglia (Gilera 500) A. Giorgi (Gilera 500)                                                                 |
| 1936                    | 5. Luigi Gilera (Gilera 600) E. Villa (Gilera 500) F. Macchi (Gilera 500) | 11. (B-Mannschaft) A. Seiling (Mas 570) E. Conficoni (Astra 500) G. Roncon (Ganna 500)                                                                  |
| {\displaystyle \vdots } | keine Teilnahme | keine Teilnahme |
| 1939                    | 2. (a) E. Villa (Gilera 500) F. Macchi (Gilera 500) Nino Grieco (Sertum 250) Luigi Gilera (Gilera 600) | 2. (a)(A-Mannschaft) Guido Benzoni (Sertum 250) Onorato Francone (Sertum 250) A. Brunetto (Sertum 500)                                                  |
| 1939                    | 2. (a) E. Villa (Gilera 500) F. Macchi (Gilera 500) Nino Grieco (Sertum 250) Luigi Gilera (Gilera 600) | 6. (a)(B-Mannschaft) Luigi Cavanna (Moto Guzzi 250) S. Ramazzotti (Gilera 500) M. Ventura (Mas 500)                                                     |
|                         | | |
| 1947                    | 2. Guido Benzoni (Sertum 250) M. Ventura (Sertum 250) M. Fornasari (Sertum 500) Nino Grieco (Sertum 500)                                                                                                   | 5. Onorato Francone (Sertum 250) O. Messori (Sertum 250) M. Guidici (Sertum 250)                                                                        |
| 1948                    | 4. | 12. (A-Mannschaft) Onorato Francone Nino Grieco Baldi                                                                                                   |
| 1948                    | 4. | 10. (B-Mannschaft) Nelli M. Guidici G. Strada |
| 1949                    | 3. Guido Benzoni (Sertum 250) M. Fornasari (Sertum 250) B. Francisi (Sertum 250) M. Ventura (Sertum 250) P. Ghiazza (Guzzi 500)                                                                            | 5. (A-Mannschaft) |
| 1949                    | 3. Guido Benzoni (Sertum 250) M. Fornasari (Sertum 250) B. Francisi (Sertum 250) M. Ventura (Sertum 250) P. Ghiazza (Guzzi 500)                                                                            | 8. (B-Mannschaft) |
| 1950                    | 3. Guido Benzoni M. Fornasari M. Ventura G. Strada B. Francisi | 7. (A-Mannschaft) Bruno Romano Miro Riva Carlo Merlo |
| 1950                    | 3. Guido Benzoni M. Fornasari M. Ventura G. Strada B. Francisi | 8. (B-Mannschaft) Nello Benelli Peter Opessi Marcello Tullo                                                                                             |
| 1951                    | 3. Giacomo Monti (Bianchi 125) Onorato Francone (Rumi 125) Nino Grieco (Parilla 125) Orlando d`Ignazio (Morini 125) Adriano Bruttuni (Gilera 250)                                                          | 5. (A-Mannschaft) Carlo Merlo (Vespa 125) Osiride Messori (Bianchi 125) Miro Riva (Vespa 125)                                                           |
| 1951                    | 3. Giacomo Monti (Bianchi 125) Onorato Francone (Rumi 125) Nino Grieco (Parilla 125) Orlando d`Ignazio (Morini 125) Adriano Bruttuni (Gilera 250)                                                          | 11. (B-Mannschaft) Angelo Troisi (Rumi 125) Massimo Masserini (Lambretta 125) Ernesto Longoni (Lambretta 125)                                           |
| 1952                    | 6. L. Albertazzi (Motob. Alp. 73) D. Cavalli (Rumi 124) Nino Grieco (Parilla 125) G. Premoli (Aermacchi 125) Dietrich Serafini (Guazzoni 175)                                                              | 9. (A-Mannschaft) Bruno Romano (Rumi 125) Miro Riva (Rumi 125) G. Strada (Rumi 125)                                                                     |
| 1952                    | 6. L. Albertazzi (Motob. Alp. 73) D. Cavalli (Rumi 124) Nino Grieco (Parilla 125) G. Premoli (Aermacchi 125) Dietrich Serafini (Guazzoni 175)                                                              | 10. (B-Mannschaft) M. Fornsari (Mi-Val 150) Guido Benzoni (Mi-Val 150) M. Ventura (Mi-Val 150)                                                          |
| 1953                    | keine Teilnahme | keine Teilnahme |
| 1954                    | 4. Bruno Romano (Rumi 125) Dietrich Serafini (Gilera 125) Luciano Dall’Ara (Mi-Val 125) M. Longinotti (Mi-Val 123) Domenico Fenicchio (Gilera 500)                                                         | 5. (A-Mannschaft) A. Farné (Ducati 100) Miro Riva (Rumi 125) Pietro Carissoni (Rumi 125)                                                                |
| 1954                    | 4. Bruno Romano (Rumi 125) Dietrich Serafini (Gilera 125) Luciano Dall’Ara (Mi-Val 125) M. Longinotti (Mi-Val 123) Domenico Fenicchio (Gilera 500)                                                         | 14. (B-Mannschaft) A. Gandossi (Ducati 100) Constanzo Daminelli (Mi-Val 125) E. Vanonchini (Gilera 150)                                                 |
| 1955                    | 6. Guido Benzoni (Laverda 98) Pietro Carissoni (Rumi 125) Dario Basso (Rumi 125) Constanzo Daminelli (Rumi 125) Domenico Fenocchio (Gilera 175)                                                            | 22. (A-Mannschaft) Ennio Mafezzoli (Rumi 125) Ennio Longinotti (Rumi 125) Bruno Romano (Guzzi 250)                                                      |
| 1955                    | 6. Guido Benzoni (Laverda 98) Pietro Carissoni (Rumi 125) Dario Basso (Rumi 125) Constanzo Daminelli (Rumi 125) Domenico Fenocchio (Gilera 175)                                                            | 23. (B-Mannschaft) Dietrich Serafini (Gilera 175) Gianfranco Saini (Gilera 175) Enrico Vanoncini (Gilera 175)                                           |
| 1956                    | 2. Guido Benzoni (Laverda 98) Aldredo Dall’Ara (Mi-Val 125) Constanzo Daminelli (Mi-Val 125) Domenico Fenocchio (Gilera 175) Pietro Carissoni (Gilera 175) Flavio Montesi (Laverda 98)                     | 16. (A-Mannschaft) Jolao Stringhetto (Capriola 75) Antonio Zin (Laverda 98) Umberto Bertuzzi (Laverda 98) Giuseppe Rottigni (Parilla 175)               |
| 1956                    | 2. Guido Benzoni (Laverda 98) Aldredo Dall’Ara (Mi-Val 125) Constanzo Daminelli (Mi-Val 125) Domenico Fenocchio (Gilera 175) Pietro Carissoni (Gilera 175) Flavio Montesi (Laverda 98)                     | 13. (B-Mannschaft) Sergio Cremaschini (Mi-Val 125) Luciano Dall’Ara (Mi-Val 123) Gianpietro Martinelli (Mi-Val 125) Franco Saini (Gilera 175)           |
| 1957                    | 3. Flavio Montesi (Laverda 100) Franco Saini (Laverda 100) Franco Dall’Ara (Mi-Val 125) Luciano Dall’Ara (Mi-Val 125) Dario Basso (Gilera 175) Pietro Carissoni (Gilera 175)                               | 19. (A-Mannschaft) Antonio Zin (Laverda 100) Umberto Bertuzzi (Laverda 100) Luigi Gorini (Parilla 125) Jolao Stringhetto (Capriola 125)                 |
| 1957                    | 3. Flavio Montesi (Laverda 100) Franco Saini (Laverda 100) Franco Dall’Ara (Mi-Val 125) Luciano Dall’Ara (Mi-Val 125) Dario Basso (Gilera 175) Pietro Carissoni (Gilera 175)                               | 11. (B-Mannschaft) Constanzo Daminelli (Mi-Val 125) Giuseppe Rottigni (Parilla 125) Enrico Vanoncini (Gilera 175) Domenico Fenocchio (Gilera 175)       |
| 1958                    | 2. Franco Saini (Gilera 125) Luciano Dall’Ara (Gilera 125) Pietro Carissoni (Gilera 250) Domenico Fenocchio (Gilera 175) Franco Dall’Ara (Gilera 250) Constanzo Daminelli (Gilera 175)                     | 16. (A-Mannschaft) Sergio Cremaschini (Parilla 125) Enrico Vanoncini (Parilla 125) Dante Mattioli (Gilera 175) Constanzo Daminelli (Gilera 175)         |
| 1958                    | 2. Franco Saini (Gilera 125) Luciano Dall’Ara (Gilera 125) Pietro Carissoni (Gilera 250) Domenico Fenocchio (Gilera 175) Franco Dall’Ara (Gilera 250) Constanzo Daminelli (Gilera 175)                     | 12. (B-Mannschaft) Carlo Moscheni (Capriolo Aeromere 125) Romano Crippa (Capriolo Aeromere 125) Luigi Gorini (Gilera 175) Tullio Masserini (Gilera 175) |
| 1959                    | 2. Enrico Vanoncini (Moto Guzzi 250) Franco Saini (Moto Guzzi 250) Tullio Masserini (Moto Guzzi 175) Dante Mattioli (Moto Guzzi 175) Jolao Stringhetto (Capriola 125) Carlo Moscheni (Capriolo 125)        | 9. (A-Mannschaft) Giuseppe Panarari (Capriolo 75) Constanzo Daminelli (Moto Guzzi 250) Brunone Villa (Moto Guzzi 175) Canzio Tossi (Parilla 125)        |
| 1959                    | 2. Enrico Vanoncini (Moto Guzzi 250) Franco Saini (Moto Guzzi 250) Tullio Masserini (Moto Guzzi 175) Dante Mattioli (Moto Guzzi 175) Jolao Stringhetto (Capriola 125) Carlo Moscheni (Capriolo 125)        | 17. (B-Mannschaft) Riccardo Bertotti (Capriolo 75) Angelo Spinelli (Capriolo 75) Walter Reggioli (Parilla 125) Lino Cornago (Parilla 125)               |
| 1960                    | 9. Carlo Moscheni (Capriolo 125) Jolao Stringhetto (Capriola 125) Franco Dall’Ara (Moto Guzzi 175) Nino Tagli Bortolo (Moto Guzzi 175) Constanzo Daminelli (Moto Guzzi 235) Franco Saini (Moto Guzzi 235)  | 5. (A-Mannschaft) Giuseppe Panarari (Capriolo 75) Gianfranco Spiga (Gilera 124) Canzio Tossi (Moto Guzzi 235) Pietro Carissoni (Moto Guzzi 235)         |
| 1960                    | 9. Carlo Moscheni (Capriolo 125) Jolao Stringhetto (Capriola 125) Franco Dall’Ara (Moto Guzzi 175) Nino Tagli Bortolo (Moto Guzzi 175) Constanzo Daminelli (Moto Guzzi 235) Franco Saini (Moto Guzzi 235)  | 1. (B-Mannschaft) Fausto Vergano (Gilera 98) Tullio Masserini (Gilera 98) Eugenio Saini (Gilera 98) Luigi Gorini (Gilera 124)                           |
| 1961                    | 2. Constanzo Daminelli (Moto Guzzi 250) Franco Dall’Ara (Moto Guzzi 175) Nino Tagli Bortolo (Moto Guzzi 250) Franco Saini (Moto Guzzi 175) Jolao Stringhetto (Capriola 75) Riccardo Bertotti (Capriolo 75) | 5. Luigi Gorini (Capriolo 100) Fausto Verganini (Capriolo 100) Eugenio Saini (Moto Guzzi 175) Canzio Tossi (Guzzi 250)                                  |
| 1962                    | 5. | 5. (A-Mannschaft) |
| 1962                    | 5. | 10. (B-Mannschaft) Nino Tagli Bortolo Constanzo Daminelli Carlo Moscheni Giuseppe Panarari                                                              |
| 1963                    | 2. Riccardo Bertotti (Moto Guzzi 125) Fausto Verganini (Moto Guzzi 125) Canzio Tossi (Moto Guzzi 250) Franco Dall’Ara (Moto Guzzi 250) Eugenio Saini (Moto Guzzi 175) Franco Saini (Moto Guzzi 175)        | 1. Luigi Gorini (Moto Guzzi 125) Carlo Moscheni (Moto Guzzi 125) Giuseppe Panarari (Moto Guzzi 125) Nino Tagli Bortolo (Moto Guzzi 250)                 |
| {\displaystyle \vdots } | keine Teilnahme | keine Teilnahme |
| 1967                    | 7. Alessandro Gritti (Morini 175) Carlo Moscheni (Gilera 175) Arnaldo Farioli (Gilera 125) Demetrio Bonini (Morini 125) Fausto Vergani (Gilera 100) Edoardo Dossena (Morini 100)                           | keine Teilnahme |
| 1968                    | 6. Pierluigi Rottigni (Morini 98) Fausto Vergani (Gilera 98) Franco Dall’Ara (Morini 125) Giovanni Collina (Morini 125) Carlo Moscheni (Gilera 175) Eugenio Saini (Gilera 175)                             | 1. (A-Mannschaft) Arnaldo Farioli (Gilera 125) Francesco Foresti (Gilera 175) Demetrio Bonini (Morini 125) Giuseppe Signorelli (Morini 125)             |
| 1968                    | 6. Pierluigi Rottigni (Morini 98) Fausto Vergani (Gilera 98) Franco Dall’Ara (Morini 125) Giovanni Collina (Morini 125) Carlo Moscheni (Gilera 175) Eugenio Saini (Gilera 175)                             | 6. (B-Mannschaft) Edigio Caligola (Morini 125) Tullio Masserini (Gilera 98) Aldo Passerini (Morini 150) Daniele Perere (Gilera 98)                      |
| 1969                    | 5. Edoardo Dossena (Morini 100) Fausto Vergani (Morini 100) Giovanni Collina (Morini 125) Demetrio Bonini (Morini 125) Franco Dall’Ara (Morini 175) Carlo Moscheni (Morini 175)                            | 5. (A-Mannschaft) Pierluigi Rottigni (Morini 100) Giuseppe Signorelli (Morini 100) Francesco Foresti (Morini 175) Alessandro Gritti (Morini 175)        |
| 1969                    | 5. Edoardo Dossena (Morini 100) Fausto Vergani (Morini 100) Giovanni Collina (Morini 125) Demetrio Bonini (Morini 125) Franco Dall’Ara (Morini 175) Carlo Moscheni (Morini 175)                            | 6. (B-Mannschaft) Carlo Paganessi (Morini 125) Eugenio Saini (Morini 125) Aldo Passerini (Morini 175) Romualdo Consonni (Morini 175)                    |
| 1970                    | 4. Pierluigi Rottigni (Morini 125) Eugenio Saini (Hercules 125) Edoardo Dossena (Morini 125) Carlo Paganessi (Morini 125) Demetrio Bonini (Morini 125) Franco Dall’Ara (Morini 175)                        | 14. (A-Mannschaft) |
| 1970                    | 4. Pierluigi Rottigni (Morini 125) Eugenio Saini (Hercules 125) Edoardo Dossena (Morini 125) Carlo Paganessi (Morini 125) Demetrio Bonini (Morini 125) Franco Dall’Ara (Morini 175)                        | 12. (B-Mannschaft) |
| 1971                    | 8. Edoardo Dossena (Ducati 230) Fausto Vergani (Ducati 350) Carlo Rinaldi (Ducati 350) Augusto Taiocchi (Ducati 450) Franco Dall’Ara (Ducati 450) Romualdo Consonni (Ducati 450)                           | 11. (A-Mannschaft) Pierluigi Rottigni (Morini 160) Giuseppe Signorelli (Morini 160) B. Gualdi (Morini 160) Alessandro Gritti (Morini 160)               |
| 1971                    | 8. Edoardo Dossena (Ducati 230) Fausto Vergani (Ducati 350) Carlo Rinaldi (Ducati 350) Augusto Taiocchi (Ducati 450) Franco Dall’Ara (Ducati 450) Romualdo Consonni (Ducati 450)                           | 4. (B-Mannschaft) Elia Andrioletti (KTM 125) Arnaldo Farioli (KTM 125) Bruni Ferrari (KTM 125) C. Tura (KTM 125)                                        |
| 1972                    | 3. Elia Andrioletti (KTM 100) Bruno Ferrari (KTM 100) Renato Foresti (KTM 100) Arnaldo Farioli (KTM 125) Emilio CapelLi (KTM 175) Carlo Rinaldi (KTM 175)                                                  | 10. (A-Mannschaft) Gualtiero Brissoni (SWM 100) Vergani (SWM 125) Giuseppe Signorelli (SWM 125) P. Bernini (SWM 125)                                    |
| 1972                    | 3. Elia Andrioletti (KTM 100) Bruno Ferrari (KTM 100) Renato Foresti (KTM 100) Arnaldo Farioli (KTM 125) Emilio CapelLi (KTM 175) Carlo Rinaldi (KTM 175)                                                  | 6. (B-Mannschaft) S. Belussi (Puch 125) Carlo Paganessi (Puch 125) Alessandro Gritti (Puch 175) B. Gualdi (Puch 175)                                    |
| 1973                    | 9. Elia Andrioletti (KTM 100) Renato Foresti (KTM 100) Bruno Ferrari (KTM 125) Ivan Saravesi (KTM 175) Emilio Capelli (KTM 175) Augusto Taiocchi (KTM 250)                                                 | 8. (A-Mannschaft) Gualtiero Brissoni (Gilera 50) Giuseppe Signorelli (Gilera 75) Carlo Paganessi (Gilera ) Alessandro Gritti (Gilera 125)               |
| 1973                    | 9. Elia Andrioletti (KTM 100) Renato Foresti (KTM 100) Bruno Ferrari (KTM 125) Ivan Saravesi (KTM 175) Emilio Capelli (KTM 175) Augusto Taiocchi (KTM 250)                                                 | 7. (B-Mannschaft) Pierluigi Laureati (SWM 100) Pierluigi Rottigni (SWM 125) Secondo Mercatelli (SWM 125) Mauricio Radici (SWM 125)                      |
| 1974                    | 3. Gualtiero Brissoni (Gilera 100) Fausto Oldrati (Gilera 100) Alessandro Gritti (Gilera 125) Guglielmo Andreini (Gilera 175) Ivan Saravesi (Gilera 175) Giuseppe Signorelli (Gilera 175)                  | 2. (A-Mannschaft) Pietro Gagni (Gilera 50) Miele Mauro (Gilera 100) Sergio Sala (Gilera 125) Walter Bettoni (Gilera 175)                                |
| 1974                    | 3. Gualtiero Brissoni (Gilera 100) Fausto Oldrati (Gilera 100) Alessandro Gritti (Gilera 125) Guglielmo Andreini (Gilera 175) Ivan Saravesi (Gilera 175) Giuseppe Signorelli (Gilera 175)                  | 7. (B-Mannschaft) Augusto Taiocchi (KTM 350) Imerio Testori (KTM 500) Bruno Ferrari (KTM 250) Elia Andrioletti (KTM 250)                                |
| 1975                    | 2. Guglielmo Andreini (KTM 250) Elia Andrioletti (KTM 175) Emilio Capelli (KTM 175) Alessandro Gritti (KTM 250) Imerio Testori (KTM 500) Augusto Taiocchi (KTM 500)                                        | 1. Gualtiero Brissoni (SWM 125) Pietro Gagni (SWM 100) A. Petrogalli (SWM 100) Pierluigi Rottigni (SWM 125)                                             |
| 1976                    | 15. Mauro Miele (KTM 100) Elia Andrioletti (KTM 175) Emilio Capelli (KTM 250) Alessandro Gritti (KTM 250) Roberto Capelli (KTM 500) Augusto Taiocchi (KTM 500)                                             | 3. Pietro Gagni (SWM 100) Gualtiero Brissoni (SWM 125) Pierluigi Rottigni (SWM 125) Pierluigi Laureati (SWM 175)                                        |
| 1977                    | 13. Mauro Miele Elia Andrioletti A. Petrogalli Alessandro Gritti Roberto Capelli Augusto Taiocchi | 6. |
| 1978                    | 7. Andrea Marinoni (SWM 125) Franco Gualdi (Sachs 175) Pietro Gagni (SWM 175) Gualtiero Brissoni (SWM 250) Augusto Taiocchi (Sachs 350) Guglielmo Andreini (SWM 350)                                       | 1. Gino Perego (Zündapp 50) Osvaldo Scaburri (Puch 75) Luigi Medaro (Puch 75) Giuseppe Signorelli (Fantic 125)                                          |
| 1979                    | 1. Gualtiero Brissoni (SWM 350) Elia Andrioletti (KTM 250) Guglielmo Andreini (SWM 500) Augusto Taiocchi (KTM 350) Gianangelo Croci (KTM 500) Franco Gualdi (SWM 250)                                      | 8. Pietro Gagni (Fantic 50) Angelo Signorelli (Fantic 50) Giuseppe Signorelli (Fantic 75) Andrea Marinoni (SWM 175)                                     |
| 1980                    | 1. Gualtiero Brissoni (SWM 350) Elia Andrioletti (KTM 250) Gianangelo Croci (KTM 500) Andrea Marinoni (SWM 250) Guglielmo Andreini (SWM 500) Augusto Taiocchi (KTM 350)                                    | 14. Franco Gualdi (Fantic 125) Gino Perego (AIM 50) Walter Bettoni (Fantic 100) Angelo Signorelli (Fantic 75)                                           |
| 1981                    | 1. Gualtiero Brissoni (Fantic 125) Luigi Medardo (SWM 175) Alessandro Gritti (Kramer 250) Franco Gualdi (SWM 250) Augusto Taiocchi (KTM 500) Gianangelo Croci (SWM 500)                                    | 1. Angelo Signorelli (Fantic 80) Andrea Marinoni (Zündapp 125) Cesare Bernardi (Puch 175) G. Piero Findanno (KTM 250)                                   |
| 1982                    | 9. Gualtiero Brissoni Andrea Marinoni Alessandro Gritti Guglielmo Andreini Augusto Taiocchi Gianangelo Croci                                                                                               | 5. |
| 1983                    | 10. Franco Muraglia (Accossato 80) Paulo Marinoni (Cagiva 125) Andreino Marinoni (KTM 125) Gualtiero Brissoni (Husqvarna 250) Franco Gualdi (Aprilia 250) Guglielmo Andreini (Husqvarna 500)               | 11. Giorgio Crasso (Gilera 125) Edi Orioli (Puch 125) Carlo Zucchetti (KTM 250) Luigino Medardo (SWM 250)                                               |
| 1984                    | 13. Franco Muraglia (Accossato 80) Gualtiero Brissoni (Husqvarna 125) Andreino Marinoni (Aprilia 125) Franco Gualdi (Kram-It 250) Luigino Medardo (Husqvarna 250) Guglielmo Andreini (Honda 500 4T)        | 7. Renato Pegurri (KTM 250) Augusto Taiocchi (KTM 250) Carlo Zucchetti (KTM 250) Gianangelo Croci (KTM 500)                                             |
| 1985                    | 8. Franco Muraglia (Accossato 80) Mario Milani (Puch 125) Franco Gualdi (Kram-It 250) Luigino Medardo (Puch 250) Gualtiero Brissoni (Honda 500 4T) Guglielmo Andreini (Husqvarna 500 4T)                   | ab 1985: Junior World Trophy |
| 1985                    | 8. Franco Muraglia (Accossato 80) Mario Milani (Puch 125) Franco Gualdi (Kram-It 250) Luigino Medardo (Puch 250) Gualtiero Brissoni (Honda 500 4T) Guglielmo Andreini (Husqvarna 500 4T)                   | 5. Stefano Passeri (Accossato 80) Enrico Zuffa (KTM 125) Tullio Pellegrinelli (Kram-It 250) Giorgio Grasso (Gilera 250)                                 |
| 1986                    | 1. Angelo Signorelli (KTM 125) Renato Pegurri (KTM 125) Tullio Pellegrinelli (Kram-It 250) Gianangelo Croci (KTM 500) Guglielmo Andreini (Husqvarna 500 4T) Edi Orioli (Honda 500 4T)                      | 1. Stefano Passeri (KTM 80) Enrico Zuffa (KTM 125) Paolo Fellegara (KTM 250) Giorgio Grasso (KTM 250)                                                   |
| 1987                    | 3. Stefano Passeri (KTM 125) Giorgio Grasso (KTM 250) Gualtiero Brissoni (Husqvarna 250) Tullio Pellegrinelli (Kram-It 500) Angelo Signorelli (KTM 500) Gianangelo Croci (KTM 500 4T)                      | 2. Alberto Sala (Husqvarna 125) Sergio Calvi (Husqvarna 125) Davide Trolli (TM 125) Paolo Fellegara (KTM 250)                                           |
| 1988                    | 2. Gian Marco Rossi (TM 80) Stefano Passeri (Husqvarna 125) Angelo Signorelli (KTM 125) Paolo Fellegara (Kram-It 500) Franco Gualdi (Cagiva 350 4T) Giorgio Grasso (KTM 500)                               | 1. Massimo Migliorati (Kram-It 125) Luca Trussardi (KTM 125) Davide Trolli (KTM 250) S. Zuffa (TM 125)                                                  |
| 1989                    | 1. Piefranco Muraglia (TM 80) Gian Marco Rossi (Kawasaki 80) Stefano Passeri (Husqvarna 125) Angelo Signorelli (Yamaha 125) Tullio Pellegrinelli (Husqvarna 250) Franco Gualdi (Cagiva 350 4T)             | 13. Luca Trussardi (Kawasaki 125) Gioni Fossati (TM 125) Roberto Ungaro (KTM 125) Davide Trolli (KTM 250)                                               |
| 1990                    | 17. Piefranco Muraglia (TM 80) Gian Marco Rossi (TM 125) Stefano Passeri (Husqvarna 125) Paolo Fellegara (Yamaha 250) Giorgio Grasso (KTM 250) Tullio Pellegrinelli (Husqvarna 500)                        | 8. Mario Giovanchelli (TM 80) Massimo Migliorati (Honda 125) Luca Trussardi (Aprilia 125) Davide Trolli (KTM 500)                                       |
| 1991                    | 14. Piefranco Muraglia (Kawasaki 80) Stefano Passeri (Aprilia 125) Giorgio Grasso (Kawasaki 250) Giovanni Sala (KTM 250) Davide Trolli (KTM 500) Mario Rinaldi (KTM 350 4T)                                | 11. Mario Giovanchelli (TM 80) Luca Trussardi (Kawasaki 125) Fabio Confalioneri (Yamaha 250) Fabio Farioli (KTM +500 4T)                                |
| 1992                    | 1. Paolo Fellegara (Yamaha 250) Fabio Farioli (KTM +500 4T) Stefano Passeri (Aprilia 125) Mario Rinaldi (KTM 350 4T) Giovanni Sala (KTM 500) Arnaldo Nicoli (Husqvarna 350 4T)                             | 8. Mauro Scandella (Yamaha 125) Luca Savoldelli (Yamaha 250) Fabio Confalioneri (Husaberg 350 4T) Silvio Santagiuliana (KTM 500)                        |
| 1993                    | 14. Stefano Passeri (Aprilia 125) Giorgio Grasso (Kawasaki 250) Tullio Pellegrinelli (Husqvarna 250) Paolo Fellegara (Yamaha 250) Giovanni Sala (KTM 500) Fabio Farioli (KTM 1300)                         | 6. Maurizio Carminati (KTM 125) Vincenzo Lombardo (TM 125) Fabio Benzoni (Kawasaki 250) Denis Pregnolato (KTM 500)                                      |
| 1994                    | 1. Maurizio Carminati (KTM 125) Tullio Pellegrinelli (Husqvarna 175) Mario Rinaldi (KTM 350 4T) Fabio Farioli (KTM 1300 4T) Arnaldo Nicoli (Husqvarna 350 4T) Giovanni Sala (KTM 175)                      | 7. Jarno Boano (Husqvarna 125) Fabio Benzoni (TM 125) Giuseppe Gallino (Honda 175) Christian Rossi (KTM 175)                                            |
| 1995                    | 1. Stefano Passeri (Kawasaki 125) Paolo Fellegara (Honda 125) Giorgio Grasso (Yamaha 125) Arnaldo Nicoli (Husqvarna 350 4T) Giuseppe Gallino (Honda 175) Tullio Pellegrinelli (Husqvarna 175)              | 8. Alessio Paoli (Yamaha 125) Matteo Rubin (Yamaha 175) Jarno Boano (Honda 175) Andrea Cabass (TM 175)                                                  |
| 1996                    | 2. Fausto Scovolo (Honda 125) Giovanni Sala (KTM 175) Tullio Pellegrinelli (Honda 175) Mario Rinaldi (KTM 400) Arnaldo Nicoli (Husqvarna 400) Fabio Farioli (KTM 500)                                      | 3. Ivan Boano (Honda 125) Matteo Rubin (TM 175) Jarno Boano (Honda 175) Andrea Cabass (TM 175)                                                          |
| 1997                    | 1. Fausto Scovolo (Yamaha 125) Stefano Passeri (KTM 125) Giovanni Sala (KTM 175) Jarno Boano (Honda 175) Mario Rinaldi (KTM 400 4T) Fabio Farioli (KTM +500 4T)                                            | 1. Pablo Peli (KTM 125) Ivan Boano (Honda 125) Alessio Paoli (Honda 125) Giovanni Genini (Kawasaki 175)                                                 |
| 1998                    | 4. Gianmarco Rossi Mario Rinaldi Stefano Passeri Giovanni Sala Fabio Farioli Jarno Boano | 5. Pablo Peli Frederico Mancinelli Alessandro Botturi Ivan Boano                                                                                        |
| 1999                    | 2. Giovanni Sala (KTM 250) Stefano Passeri (KTM 250) Jarno Boano (Honda 250) Gianmarco Rossi (Honda 250) Mario Rinaldi (KTM 400) Fabio Farioli (KTM 500)                                                   | 2. Ivan Boano (Husqvarna 125) Simone Albergoni (KTM 125) Ricardo Fermi (KTM 250) Frederico Mancinelli (Honda 250)                                       |
| 2000                    | 1. Fausto Scovolo (Yamaha 125) Mario Rinaldi (KTM 250) Matteo Rubin (KTM 250) Arnaldo Nicoli (KTM 250) Giovanni Sala (KTM 400) Fabio Farioli (KTM 500)                                                     | 2. Simone Albergoni (KTM 125) Ivan Boano (Honda 125) Frederico Mancinelli (Honda 250) Giovanni Gritti (KTM 400)                                         |
| 2001                    | 2. Fausto Scovolo (Yamaha) Jarno Boano (Honda) Matteo Rubin (KTM) Mario Rinaldi (Yamaha) Alessandro Botturi (KTM) Giovanni Sala (KTM)                                                                      | 1. Simone Albergoni (KTM) Ivan Boano (Honda) Paolo Carrara (Yamaha) Giovanni Gritti (KTM)                                                               |
| 2002                    | 5. Ivan Boano (Honda 125) Roberto Bazzurri (Husqvarna 125) Jarno Boano (Honda 175) Giuseppe Gallino (Honda 175) Stefano Passeri (Yamaha 175) Alessandro Botturi (KTM 500 4T)                               | 8. Simone Albergoni (KTM 125) Giovanni Gritti (Honda 175) Andrea Beconi (Honda 175) Giuseppe Canova (Husqvarna 250)                                     |
| 2003                    | 2. Roberto Bazzurri (Husqvarna 125) Giuseppe Gallino (Yamaha 250) Mario Rinaldi (Yamaha 250) Giovanni Sala (KTM 250) Alessandro Botturi (KTM 450) Alessandro Zanni (Honda 450)                             | 3. Simone Albergoni (KTM 125) Maurizio Micheluz (KTM 450) Giuliano Falgari (KTM 125) Andrea Beconi (Honda 250)                                          |
| 2004                    | 2. Roberto Bazzurri (Husqvarna) Alessandro Belometti (KTM) Mario Rinaldi (Yamaha) Mario Botturi (KTM) Giovanni Sala (KTM) Alessandro Zanni (Honda)                                                         | 8. Simone Albergoni (Honda) Giuseppe Canova (Husqvarna) Roberto Rota (KTM) Andrea Beconi (Yamaha)                                                       |
| 2005                    | 1. Simone Albergoni (Honda) Alessandro Belometti (KTM) Giuliano Falgari (Husqvarna) Alessandro Botturi (KTM) Alessandro Zanni (Honda) Alessio Paoli (TM)                                                   | 1. Maurizio Micheluz (Yamaha) Manuel Pievani (Yamaha) Paolo Bernardi (Honda) Andrea Beconi (Yamaha)                                                     |
| 2006                    | 4. Simone Albergoni (Honda 250) Maurizio Micheluz (Yamaha 250) Roberto Bazzurri (Husqvarna 250) Fabrizio Dini (Yamaha 450) Alessio Paoli (TM 300) Alessandro Zanni (Aprilia 500)                           | 5. Thomas Oldrati (Husqvarna 125) Carlo Conforti (Honda 250) Oscar Balletti (Honda 250) Vanni Cominotto (Kawasaki 250)                                  |

## Seit 2007
| Jahr | World Trophy | Junior World Trophy                                                                                    | Women’s World Trophy                                                                   |
| ---- | --- | --- | -------------------------------------------------------------------------------------- |
| 2007 | 1. Andrea Belotti Fabrizio Dini (Yamaha 450) Alessandro Belometti (KTM 250) Maurizio Micheluz (Yamaha 250) Alessandro Botturi (Honda 490) Alex Salvini (Yamaha 250) | 14. Thomas Oldrati Mirko Gritti Paolo Bernardi (Honda 450) Vanni Cominotto (KTM 250)                   | keine Teilnahme                                                                        |
| 2008 | 2. Maurizio Micheluz (Yamaha) Simone Albergoni (Yamaha) Alessandro Belometti (KTM) Dini Fabrizio (Yamaha) Fabio Mossini (HM-Honda) Alessandro Botturi (HM-Honda)    | 1. Thomas Oldrati (KTM) Oscar Balletti (HM-Honda) Mirko Gritti (Beta) Vanni Cominotto (KTM)            | keine Teilnahme                                                                        |
| 2009 | 2. Simone Albergori (KTM) Alessandro Botturi (KTM) Oscar Balletti (HM-Honda) Alessandro Belometti (KTM) Fabio Mossini (HM-Honda) Alex Salvini (Husqvarna)           | 4. Jonathan Manzi (Husqvarna) Michael Pogna (KTM) Edoardo D’Ambrosio (KTM) Massimo Mangini (Husqvarna) | keine Teilnahme                                                                        |
| 2010 | 2. Alex Salvini (Husqvarna) Alessandro Belometti (KTM) Thomas Oldrati (KTM) Manuel Monni (Yamaha) Simone Luca Albergoni (KTM) Alessandro Botturi (Husaberg)         | 6. Massimo Mangini (KTM) Jonathan Manzi (KTM) Giacomo Redondi (Husqvarna) Nicolo Mori (KTM)            | keine Teilnahme                                                                        |
| 2011 | 11. Andrea Beconi (Kawasaki) Alex Salvini (Husqvarna) Edoardo d’Ambrosio (Honda) Deny Philippaerts (Beta) Mauricio Micheluz (Fantic) Alessandro Botturi (GasGas)    | 7. Jonathan Manzi (KTM) Giacomo Redondi (Husqvarna) Gianluca Martini (Beta) Thomas Oldrati (KTM)       | keine Teilnahme                                                                        |
| 2012 | 3. Mirko Gritti (KTM) Maurizio Micheluz (HM Honda) Manuel Monni (KTM) Dany Philippaerts (Beta) Alex Salvini (Husqvarna) Oscar Balletti (Beta)                       | 19. Gianluca Martini (Beta) Thomas Oldrati (Husaberg) Nicolò Mori (Moto TM) Rudy Moroni (KTM)          | keine Teilnahme                                                                        |
| 2013 | 3. Simone Albergoni (HM Honda) Thomas Oldrati (Husaberg) Alex Salvini (HM Honda) Manuel Monni (KTM) Dany Philippaerts (Beta) Oscar Balletti (KTM)                   | 2. Gianluca Martini (Beta) Giacomo Redondi (KTM) Nicolò Mori (Beta) Rudy Moroni (KTM)                  | 5. Christina Marrocco (Yamaha) Paola Riverditi (GasGas) Anna Sapino (HM-Honda)         |
| 2014 | keine Teilnahme | keine Teilnahme                                                                                        | keine Teilnahme                                                                        |
| 2015 | 2. Matteo Bresolin (KTM) Nicolo Mori (KTM) Jonathan Manzi (Husqvarna) Davide Guarneri (Moto TM) Oscar Balletti (KTM) Manuel Monni (Moto TM)                         | 3. Nicolo Bruschi (Honda) Matteo Pavini (KTM) Mirko Spandre (KTM) Michele Marchelli (Husqvarna)        | keine Teilnahme                                                                        |
| 2016 | 19. Oscar Balletti (Honda) Deny Philippaerts (Beta) Giacomo Redondi (Honda) Manuel Monni (TM)                                                                       | 3. Davide Soreca (Honda) Matteo Pavoni (KTM) Matteo Cavallo (Beta)                                     | keine Teilnahme                                                                        |
| 2017 | 14. Davide Guardneri (Honda) Giacomo Redondi (Honda) Alex Salvini (Beta) Thomas Oldrati (Husqvarna)                                                                 | 2. Davide Soreca (Honda) Andrea Verona (Moto TM) Matteo Cavallo (Beta)                                 | 5. Anna Sapino (Husqvarna) Paola Riverditi (Husqvarna) Cristina Marrocco (KTM)         |
| 2018 | 3. Davide Guarneri (Honda) Alex Salvini (Husqvarna) Thomas Oldrati (Honda) Giacomo Redondi (Honda)                                                                  | 1. Andrea Verona (TM) Matteo Cavallo (Beta) David Soreca (TM)                                          | keine Teilnahme                                                                        |
| 2019 | 3. Thomas Oldrati (Honda) Matteo Cavallo (Sherco) Rudy Morini (KTM) Davide Guarneri (Honda)                                                                         | 8. Andrea Verona (TM) Matteo Pavoni (Beta) Claudio Spanu (Husqvarna)                                   | keine Teilnahme                                                                        |
| 2021 | 1. Andrea Verona (GasGas) Davide Guarneri (Fantic) Thomas Oldrati (Honda) Matteo Cavallo (TM)                                                                       | 1. Lorenzo Macoritto (TM) Manolo Morettini (KTM) Matteo Pavoni (TM)                                    | 7. Anna Sapino (Beta) Raissa Terranova (Beta) Elisa Givonetti (TM)                     |
| 2022 | 2. Andrea Verona (GasGas) Alex Salvini (Husqvarna) Thomas Oldrati (Honda) Samuele Bernardini (Honda)                                                                | 1. Morgan Lesiardo (Sherco) Enrico Rinaldi (GasGas) Claudio Spanu (Honda)                              | keine Teilnahme                                                                        |
| 2023 | 6. Andrea Verona (GasGas) Kevin Cristino (Fantic) Morgan Lesiardo (Sherco) Samuele Bernardini (Honda)                                                               | 10. Valentino Corsi (Fantic) Manolo Morettini (Honda) Enrico Rinaldi (GasGas)                          | keine Teilnahme                                                                        |
| 2024 | 17. Andrea Verona (GasGas 350 4T) Morgan Lesiardo (Husqvarna 300 4T) Matteo Cavallo (TM 300 2T) Samuele Bernardini (Honda 300 4T)                                   | 12. Manuel Verzeroli (KTM 250 4T) Manolo Morettini (Honda 250 4T) Kevin Cristino (Fantic 300 2T)       | 5. Francesca Nocera (Honda 250 4T) Sara Traini (Rieju 300 2T) Asia Volpi (Beta 125 2T) |